# Dirksland
Dirksland (dân số: 8.26900 người trong năm 2004) là một đô thị trên đảo Goeree-Overflakkee ở tây Hà Lan, trong tỉnh Zuid-Holland. Đô thị này có diện tích 74,15 km² (28.63 mile²) trong đó 18,59 km² (7,18 mile²) là diện tích mặt nước.
Đô thị Dirksland also bao gồm các cộng đồng Herkingen và Melissant.